# Robert Southwell

Robert Southwell

Robert Southwell (* um 1561 in Horsham St. Faith; † 21. Februar 1595 in Tyburn) war englischer Jesuit, Dichter und Märtyrer.
Southwell wurde als Sohn eines katholischen Landadligen in der Nähe von Norwich geboren. Sein Vater schickte ihn im Kindesalter auf die Jesuitenschule in Douai. Im Alter von 17 Jahren wollte Southwell dem Jesuitenorden in Paris beitreten, wurde aber wegen seines Alters abgelehnt. So ging er nach Rom, wo ihm die Aufnahme gewährt wurde. Die Zeit als Novize verbrachte er überwiegend in Tournai. 1584 empfing Robert Southwell die Priesterweihe und war die nächsten zwei Jahre als Studienpräfekt in Rom tätig.
1586 wurde er zusammen mit Henry Garnet auf Mission nach England geschickt. Aus dem Untergrund wirkte Southwell als Seelsorger englischer Katholiken. 1589 fand er Unterschlupf in Arundel Castle. Dort wurde Southwell Hauskaplan von Ann Howard, deren Mann Philip Howard wegen seines offenen gezeigten katholischen Glaubens im Tower gefangengehalten wurde. 1591 verfasste er die Schriften An Epistle of Comfort, Mary Magdalens Funerall Teares, An Humble Supplication to Her Majestie und The Triumphs over Death.
Am 20. Februar 1592 wurde Robert Southwell im Hause von Richard Bellamy verhaftet. Eine Tochter Bellamys hatte ihn verraten. Nach drei Jahren in Gefangenschaft wurde er wegen Hochverrats zum Tode verurteilt. Am 21. Februar 1595 wurde das Urteil in Tyburn durch den Strang (“hanged, drawn and quartered”) vollstreckt. In Gefangenschaft schrieb Robert Southwell die meisten seiner geistlichen Gedichte. Kurz nach seinem Tode wurden die zwei Sammelbände St. Peter’s Complaint with other Poems und Maeoniae veröffentlicht.
Robert Southwell wurde 1970 von Papst Paul VI. zusammen mit den anderen Märtyrern von England und Wales heiliggesprochen.